# Shreenathkot
Shreenathkot (nep. श्रीनाथकोट) – gaun wikas samiti w zachodniej części Nepalu w strefie Gandaki w dystrykcie Gorkha. Według nepalskiego spisu powszechnego z 2001 roku liczył on 1257 gospodarstw domowych i 5516 mieszkańców (3218 kobiet i 2298 mężczyzn).